# Reina Vermella
Es coneix com la Reina Vermella l'ossada trobada al Temple XIII de les ruïnes arqueològiques de Palenque (Mèxic). Encara que la seua identitat encara no s'ha confirmat, les recerques suggereixen que podria tractar-se de Tz'akbu Ajaw, també coneguda com a Ahpo-Hel, que era esposa de l'ahau K'inich Janaab' Pakal.

## Troballa
L'11 d'abril de 1994, quan realitzava pràctiques d'excavació, la jove arqueòloga Fanny López Jiménez descobrí al Temple XIII de Palenque una subestructura, una porta i un passadís que la conduí a tres recambres, en una en trobaria el sarcòfag de la Reina Vermella. Dugué la troballa a Arnoldo González Cruz, director del projecte arqueològic de la zona. El 18 d'abril en fou descoberta la tomba i el 16 de maig el sarcòfag monolític. Al 31 de maig, Fanny, Arnoldo i l'equip d'arqueòlegs entraren a la cambra funerària. L'1 de juny, la làpida, que havia segellat el sarcòfag més de mil tres-cents anys, en fou treta.

## Sarcòfag i ossada
El sarcòfag fa 2,40 m de llarg per 1,18 m d'ample. La cambra funerària és una estança en arc de 3,80 m per 2,50 m. Sobre la làpida hi havia un encenser d'os, i als costats del sarcòfag les restes òssies d'un nen a l'oest i d'una dona al costat oriental. D'acord amb els rituals maies, tant el nen com la dona corresponen a acompanyants o víctimes sacrificades per escortar un noble en el seu viatge a l'inframon.
Com que el sarcòfag no té inscripcions, no s'ha pogut saber la identitat de l'ossada; per les característiques i ubicació de la tomba podria tractar-se d'una persona de la més alta jerarquia en la societat maia. L'ossada fou coberta amb cinabri, mineral compost de mercuri i sofre de color roig, que s'usava per a preservar les restes humanes. Precisament per la pigmentació que adquiriren les restes mortals pel cinabri, i perquè eren d'una dona, com ho confirmà el Dr. Arturo Romano Pacheco en observar els ossos de la pelvis, l'ossada fou batejada com la Reina Vermella.
La cambra conté un psicoducte, que és una petita perforació que es feia a les tombes perquè els morts pogueren comunicar-se des de l'inframon o Xibalba. Aquest costum encara el tenen els maies lacandons, que perforen el sostre de les habitacions on vetlen els morts. S'hi trobaren, a més, uns atuells de color taronja, ofrenes i caragols. L'esquelet tenia una màscara mortuòria fragmentada elaborada amb més d'un centenar de peces de malaquita i dues petxines que semblen orelleres, una segona màscara més petita, també esbocinada, feta en jade, que formava part d'un ceptre o cinyell, polseres, grans circulars i un collaret; el crani estava coronat amb una diadema pròpia dels nobles maies (homes i dones). Dins del sarcòfag, hi havia mil cent quaranta peces de jadeïta, os, perles i petxina.

## Primeres recerques
Traslladaren l'esquelet a Mèxic per analitzar-lo. El Dr. Romano comprovà que la Reina Vermella tenia una alçada d'1,58 m i una edat de trenta-vuit a quaranta anys en el moment de la mort. D'acord amb la tradició del període clàssic de la noblesa maia, el crani havia estat deformat des que era petita, amb una forma tabular obliqua amb tauletes i benes lligades al cap. En la tíbia esquerra tenia un capoll de larva de vespa que mai arribà a estat adult. El nen acompanyant tindria entre vuit i onze anys en el moment de la mort: fou decapitat. D'altra banda, la dona acompanyant tindria entre vint-i-cinc i trenta-cinc anys, una alçada d'1,55 m i hauria mort per extracció del cor.

## Identitat

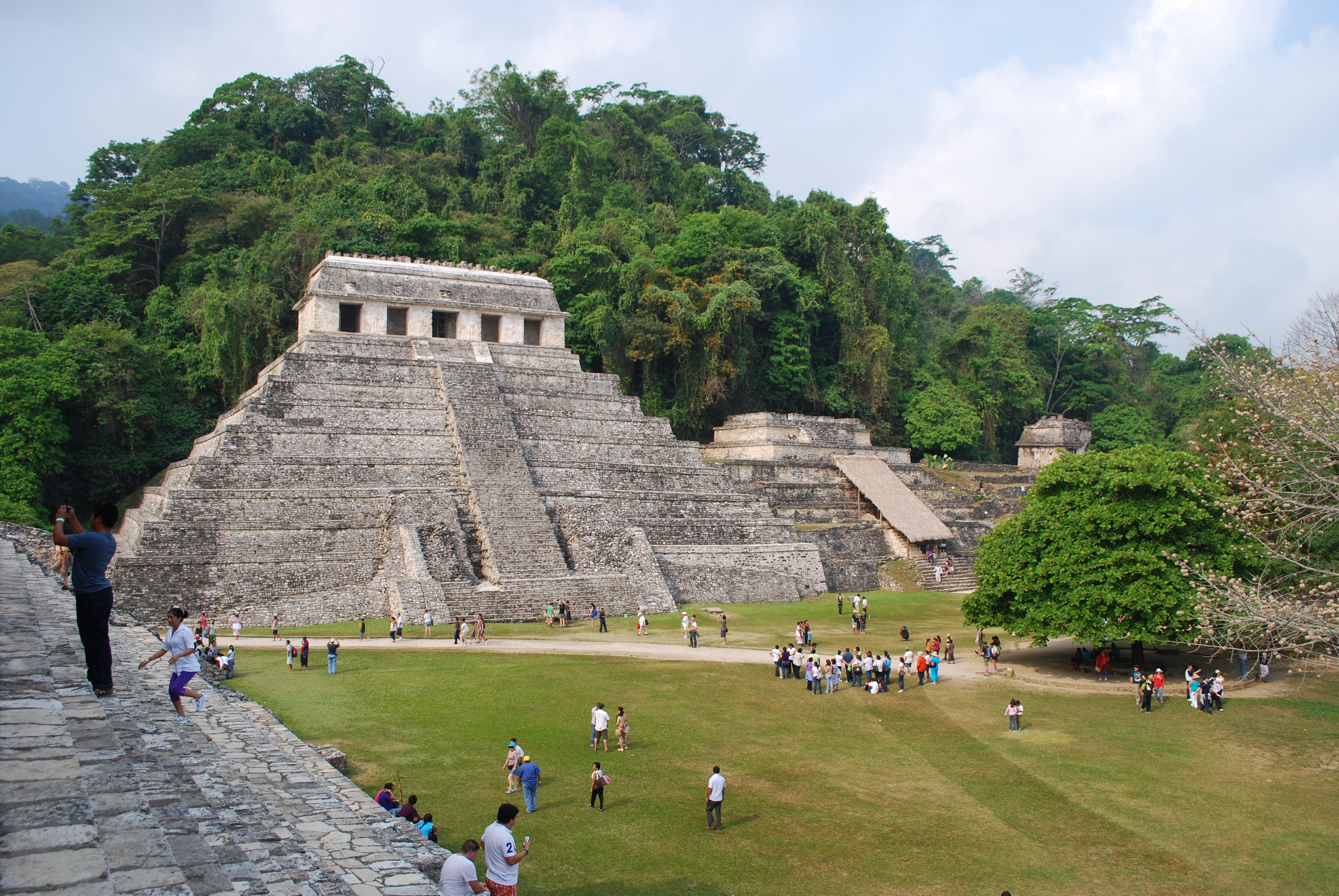
A l'esquerra el temple de les Inscripcions, on es trobà la tomba de Pakal; al centre el Temple XIII, ara conegut com a temple de la Reina Vermella, i a la dreta, quasi cobert pels arbres, el temple de la Calavera

El 1995, quan Yuri Knórozov visità Mèxic per assistir al III Congrés Internacional de Maiaistes, li mostraren les primeres fotografies preses durant el rescat de l'ossada. Knórozov pensava que corresponien a Guacamaya Blanca, una princesa que hauria estat duta de Yaxchilan —ciutat estat aliada de ruïnes arqueològiques de Palenque que era governada en aquell moment per Guacamaya Verda— per esposar el fill de l'ahau. Quan la princesa arribà a Palenque, però, el fill de l'ahau tenia ja una altra esposa. D'acord amb Knórozov, aquest episodi es troba descrit al sarcòfag de Pakal. Suposà també que si Guacamaya Blanca no arribà a ser reina oficial, fou almenys hereva i regent, i degué morir durant una espècie de cop d'estat, que fou una catàstrofe a Palenque. El juliol de 1995, abans del Congrés, l'epigrafista nord-americana Linda Schele opinava que l'ossada podria correspondre a la reina Yolhl Ik'nal, besàvia de Pakal, o bé, a sa mare Sak K'uk', però que caldria fer proves d'ADN per corroborar-ho, mentre que l'epigrafista mexicana Maricela Ayala Falcón s'inclinava per l'opció de Sak K'uk', perquè la mandíbula de l'esquelet reflecteix un marcat prognatisme que coincideix amb els alts relleus del sarcòfag de Pakal, on ella està representada.
Per continuar estudiant-la, es traslladà l'ossada al laboratori del claustre de Sor Juana a Mèxic, on el Dr. Arturo Romano i la Dra. Vera Tiesler dictaminaren que la Reina Vermella havia patit osteoporosi en grau avançat i artritis degenerativa. S'enviaren petites mostres de la reina a l'Institut de Recerques Biomèdiques de la Universitat Nacional Autònoma de Mèxic i al Centre de Recerca i d'Estudis Avançats de l'Institut Politècnic Nacional per efectuar-ne estudis d'ADN. Ambdues institucions conclogueren que era impossible dur a terme un estudi genètic de les restes perquè el cinabri havia penetrat els ossos. El 1997, Vera Tiesler i Maria Barajas Rocha treballaren en la restauració de l'ossada utilitzant resina termoplàstica per unir els ossos que estaven fragmentats, sobretot el crani.

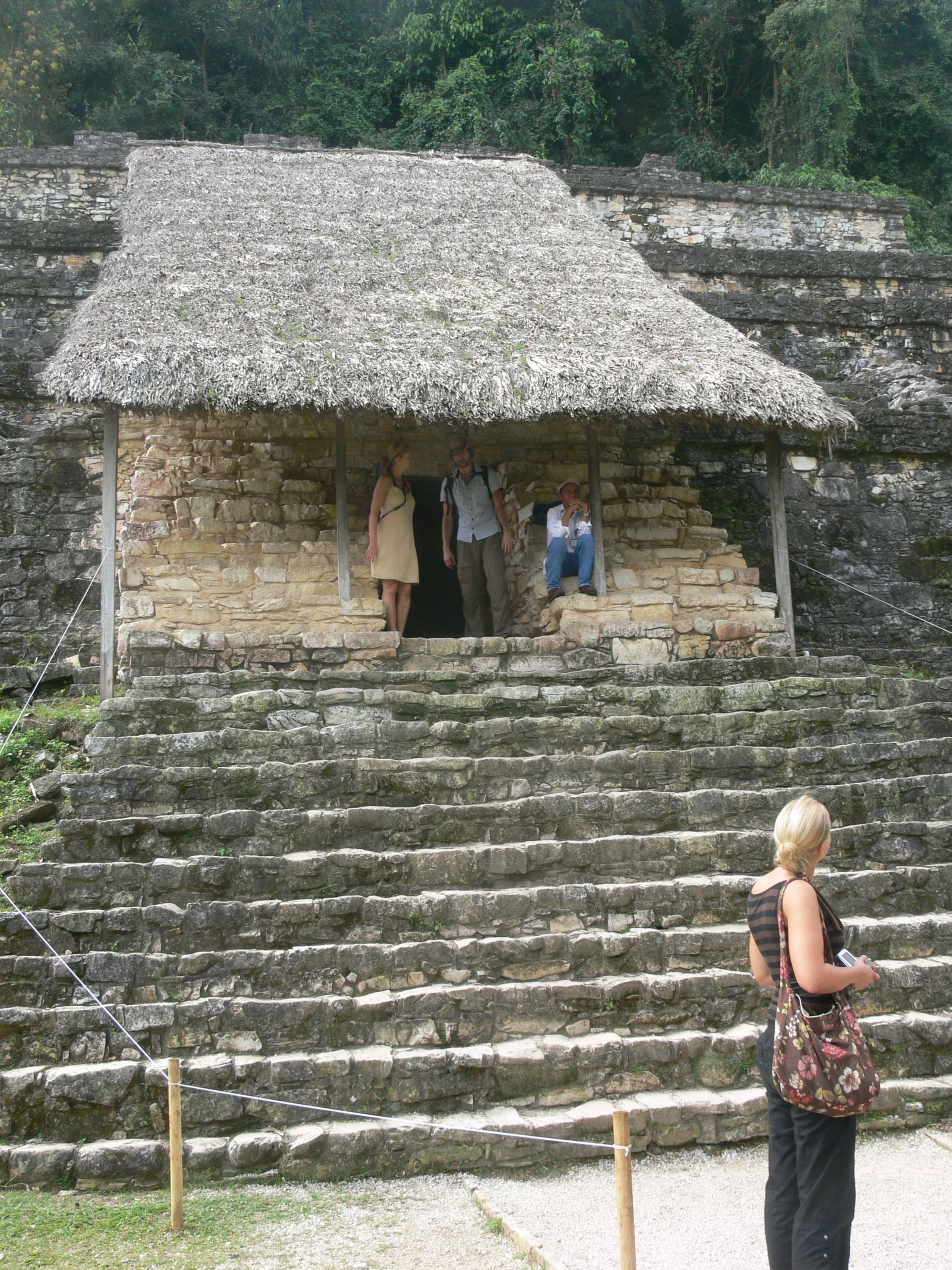
Entrada al Temple XIII

El 1999, el dibuixant Edgar Gaytán, dirigit per Vera Tiesler i Arturo Romano, feu els primers dibuixos per computadora de front i de perfil del rostre de la Reina Vermella basant-se en fotoprojeccions del crani reconstruït, morfologia de grups indígenes tzeltals, tzotzils, lacandons i chols que habiten la zona de Palenque, així com els de l'estructura local realitzats per Merle Greene Robertson. El retrat es presentà durant les Taules Rodones de 1999, i es plantejà la possibilitat de trobar ADN nuclear o ADN mitocondrial lliure de cinabri en la polpa de les peces molars de la reina. D'altra banda es decidí dur a terme estudis d'isòtops estables i d'estronci de les dents per fer una anàlisi de paleodieta, amb què es podria determinar si la reina havia nascut a Palenque o no.
Després d'elaborar una llista de dones importants de la noblesa, Fanny López Jiménez suggerí que es podria tractar d'Ix Kinnuw Mat (o Hun K'Anleum), també coneguda com la Senyora Corba o Senyora Teranyina, que era esposa de l'ahau K'an Joy Chitam II, governant de Palenque que fou capturat pels seus enemics de Toniná. L'encenser trobat sobre la làpida del sarcòfag sembla correspondre a la fase Ratpenats dels anys 700 a 770 de, i també hi havia una figureta feta de petxina vermella, Spondiuls princeps, que sembla representar la reina en estat inert o morta, pel prognatisme que també es correspon amb la representació en alt relleu del Tauler dels Esclaus i per l'absència d'inscripcions al sarcòfag. Aquesta hipòtesi que descartava Yohl Ik'nal, que morí al 604, Sak K'uk', que morí al 640 i la mateixa Tz'akbu Ajaw, que morí al 672, fou presentada durant el IV Congrés Internacional de Maiaistes amb el suport de l'epigrafista mexicana Maricela Ayala.
El 2004, Vera Tiesler i Andrea Cucina de la Universitat Autònoma de Yucatán, amb l'ajut dels avanços tecnològics, continuaren estudiant l'esquelet de la reina. Conclogueren que havia mort als cinquanta-sis anys i que feia 1,55 m d'alçada. Així mateix, van concloure que la reina havia patit sinusitis crònica i que la dentadura indicava un patró dietètic equilibrat a força d'aliments tous i poc abrasius. D'acord amb l'anàlisi comparativa dels nivells d'estronci de la dentadura, es deduí que la reina no havia nascut a la zona de Palenque. Se n'enviaren noves mostres òssies per a estudis d'ADN al PaleoDNA Laboratory, dirigit per l'arqueòleg molecular Carney Matheson, de la Universitat de Lakehead a Thunder Bay, Ontario, per tal d'investigar la possible filiació biològica entre la reina i Pakal. En cas de resultar positius els resultats, seria més probable que l'ossada fos de sa mare Sak K'uk', i no de la besàvia Yohl Ik'nal, pels vestigis trobats al Temple XIII; en cas de resultar negatius, les probabilitats se centrarien amb la seua esposa Tz'akbu, o bé en Ix Kinnuw Mat.

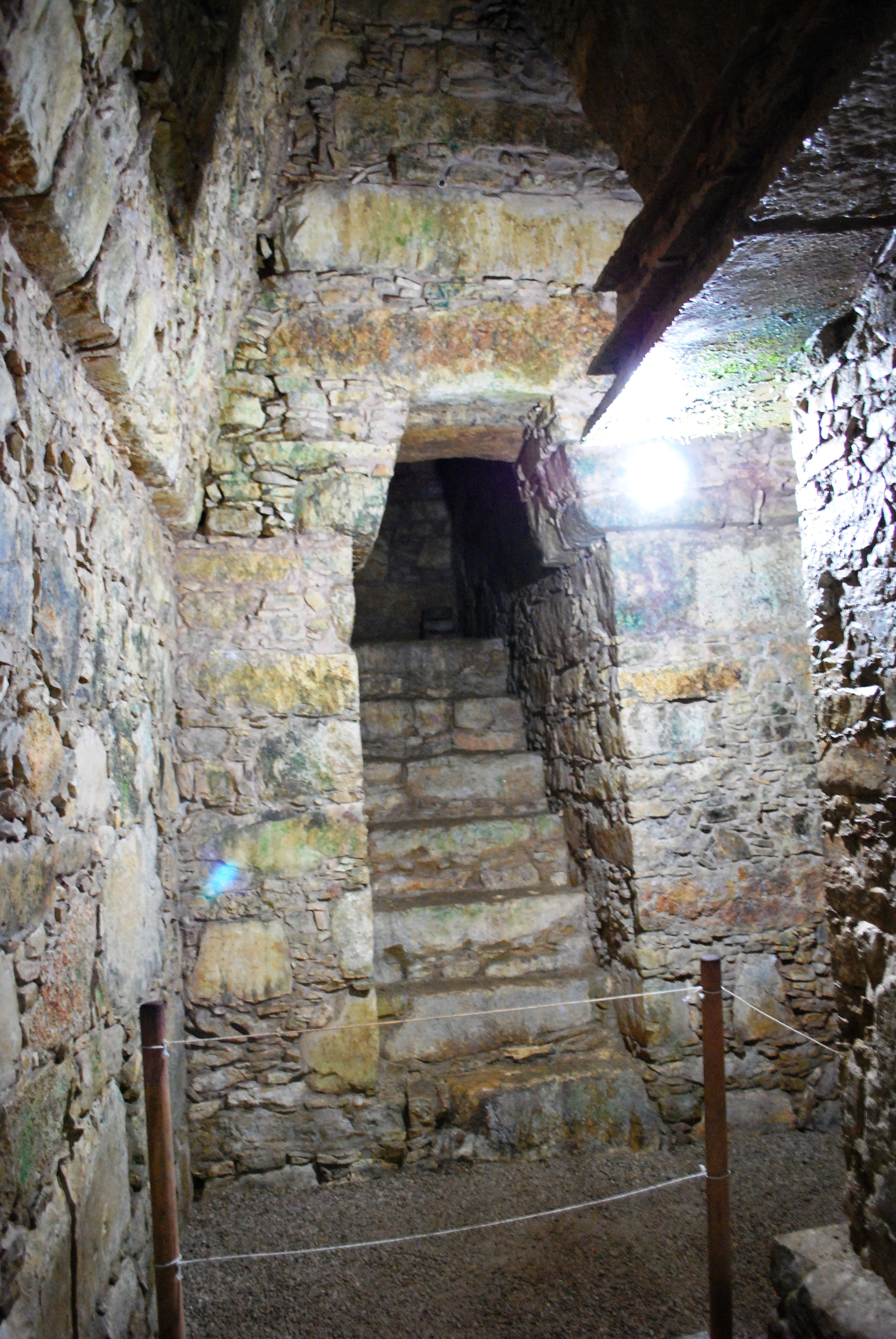
Interior del Temple XIII

La màscara facial de malaquita que s'havia trobat esbocinada al sarcòfag fou restaurada per Juan Alfonso Cruz amb supervisió d'Arnoldo González Cruz. El procés de reconstrucció es feu en nou mesos, amb resina per no afectar la malaquita. A causa que a la zona de Palenque no hi ha dipòsits d'aquest material, els arqueòlegs suposen que la malaquita procedeix de les costes de Guerrero o Sinaloa i que s'obtingué amb un intercanvi comercial dels maies. La màscara més petita, formada per cent sis peces de jadeïta i dues plaques d'obsidiana, fou restaurada. Ambdues màscares es mostraren al Museu Nacional d'Antropologia durant l'exposició Rostres maies: llinatge i poder de 2004.
Després de comparar la fisiognomia del crani i de la màscara facial restaurada amb la iconografia dels rostres de Sak K'uk', Tz'akbu i Ix Kinnuw Mat —reflectida al sarcòfag de Pakal, el Tauler Oval i el Tauler dels Esclaus—, Vera Tiesler i Andrea Cucina s'inclinaren per l'opció de Tz'akbu Ajaw. Van recolzar-se amb l'evidència arqueològica i tafonòmica trobada al Temple XIII, ara conegut com el temple de la Reina Vermella. Mostres dels ossos dels acompanyants de la reina —que estaven lliures de cinabri— se sotmeteren a proves de datació per radiocarboni a Miami; la mitjana dels registres combinats de les dues víctimes indica que foren sacrificades entre l'any 620 i el 680. El crani de la Reina Vermella s'escanejà per fabricar-ne una rèplica en resina, que s'envià a l'artista forense Karen T. Taylor, a Austin, Texas, per confeccionar una escultura en tres dimensions del cap de la reina.
Després de dos anys d'anàlisis, els estudis comparatius d'ADN fets pel Dr. Carney Matheson van indicar que no hi havia parentiu directe entre Pakal i la Reina Vermella. La major part de les ofrenes trobades a la cambra funerària es restauraren per exhibir-les al Museu Alberto Ruz Lhuillier: algunes n'indiquen que els materials utilitzats corresponen al complex ceràmic Otulum, que fou datat de l'any 600 a 700 de, és a dir, dates properes a l'època de Pakal, i al seu sarcòfag també es trobà el capoll d'una larva de vespa.
Si la comunitat d'arqueòlegs s'inclina a pensar que la identitat de la Reina Vermella correspon a Tz'akbu Ajaw (Ahpo-Hel), esposa de Pakal, s'espera trobar encara la tomba d'algun dels seus fills —K'inich Kan BalamII, K'an Joy Chitam II o Tiwol Chan Mat—, per efectuar-ne estudis d'ADN i reforçar aquesta hipòtesi.

## Trasllat d'ossada a Palenque
El 15 de juny de 2012, després d'haver romàs divuit anys a la ciutat de Mèxic per ser estudiades, les ossades de la Reina Vermella i dels seus acompanyants es traslladaren a un celler de resguard a la zona arqueològica de Palenque. No es pogueren tornar a la cambra funerària per les condicions d'humitat del temple.